# Adriano de Oliveira Santos
Adriano de Oliveira Santos (sinh ngày 2 tháng 5 năm 1987) là một cầu thủ bóng đá người Brasil.

## Sự nghiệp câu lạc bộ
Adriano de Oliveira Santos đã từng chơi cho Shonan Bellmare.